# Тепловский
Тепловский — посёлок в Перелюбском районе Саратовской области. Административный центр Тепловского муниципального образования. Основан в 1890 году.

## География
Посёлок находится у реки Тепловка, на расстоянии примерно 42 км (по прямой) к северо-западу от села Перелюб, административного центра района.

## Население
| 2002 | 2010 |
| ---- | ---- |
| 677  | ↘468 |

### Национальный состав
Согласно результатам переписи 2002 года, в национальной структуре населения русские составляли 77 % из 677 чел.